# U.S. National Championships 1941
Gli U.S. National Championships 1941 (conosciuti oggi come US Open) sono stati la 61ª edizione degli U.S. National Championships e quarta prova stagionale dello Slam per il 1941. I tornei di singolare si sono disputati al West Side Tennis Club nel quartiere di Forest Hills di New York, quelli di doppio al Longwood Cricket Club di Chestnut Hill, negli Stati Uniti.
Il singolare maschile è stato vinto dallo statunitense Bobby Riggs, che si è imposto sul connazionale Frank Kovacs in quattro set col punteggio di 5–7, 6–1, 6–3, 6–3. Il singolare femminile è stato vinto dalla statunitense Sarah Palfrey Cooke, che ha battuto in finale la connazionale Pauline Betz.Nel doppio maschile si sono imposti Jack Kramer e Ted Schroeder. Nel doppio femminile hanno trionfato Sarah Palfrey Cooke e Margaret duPont. Nel doppio misto la vittoria è andata a Sarah Palfrey, in coppia con Jack Kramer.

## Seniors

### Singolare maschile
Bobby Riggs ha battuto in finale  Frank Kovacs con il punteggio di 5–7, 6–1, 6–3, 6–3.

### Singolare femminile
Sarah Palfrey Cooke ha battuto in finale  Pauline Betz Addie con il punteggio di 7–5, 6–2.

### Doppio maschile
Jack Kramer /  Ted Schroeder hanno battuto in finale  Wayne Sabin /  Gardnar Mulloy con il punteggio di 9–7, 6–4, 6–2.

### Doppio femminile
Sarah Palfrey Cooke /  Margaret duPont hanno battuto in finale  Dorothy Bundy /  Pauline Betz con il punteggio di 3–6, 6–1, 6–4.

### Doppio misto
Sarah Palfrey /  Jack Kramer hanno battuto in finale  Pauline Betz /  Bobby Riggs con il punteggio di 4–6, 6–4, 6–4.